# Петров, Владимир Николаевич
Владимир Николаевич Петров (6 февраля 1926, Москва — 2011, там же) — советский оперный певец (тенор), народный артист РСФСР (1976).

## Биография
Владимир Николаевич Петров родился 6 февраля 1926 года в Москве. В 1945—1950 годах был солистом военного ансамбля песни и пляски. В 1956 году окончил Московскую консерваторию по классу пения (педагог С. П. Юдин).
В 1956—1984 годах был солистом Государственного академического Большого театра. Гастролировал во многих городах СССР и за рубежом.
В 1962—1963 годах стажировался в Центре усовершенствования оперных певцов при театре «Ла Скала».
Умер в 2011 году, похоронен в Москве на Новодевичьем кладбище (8 участок) вместе с родителями.

### Семья
- Отец — Николай Петров (1894—1961).
- Мать — Адельфина Фёдоровна Петрова (1904—1982).

## Награды и премии
- Заслуженный артист РСФСР (28.03.1968).
- Народный артист РСФСР (25.05.1976).

## Партии в операх
- «Борис Годунов» М. П. Мусоргского — Самозванец
- «Хованщина» М. П. Мусоргского — Голицын
- «Садко» Н. Римского-Корсакова — Садко
- «Сказание о невидимом граде Китеже и деве Февронии» Н. Римского-Корсакова — Гришка Кутерьма
- «Дон Карлос» Дж. Верди — Дон Карлос
- «Война и мир» С. С. Прокофьева — Пьер Безухов
- «Семён Котко» С. С. Прокофьева — Семён Котко
- «Джалиль» Н. Жиганова — Муса Джалиль
- «Декабристы» Ю. Шапорина — Каховский
- «Руслан и Людмила» Глинка — Финн
- «Царская невеста» Н. Римского-Корсакова — Иван Лыков
- «Русалка» Даргомыжский — Князь
- «Её падчерица» Леоша Яначека — Лаца
- «Мазепа» Виктора Буренина — Андрей
- «Октябрь» Вано Мурадели — Масальский
- «Игрок» С. С. Прокофьева — Горячий игрок